# Evangelische Kirche (Krögelstein)

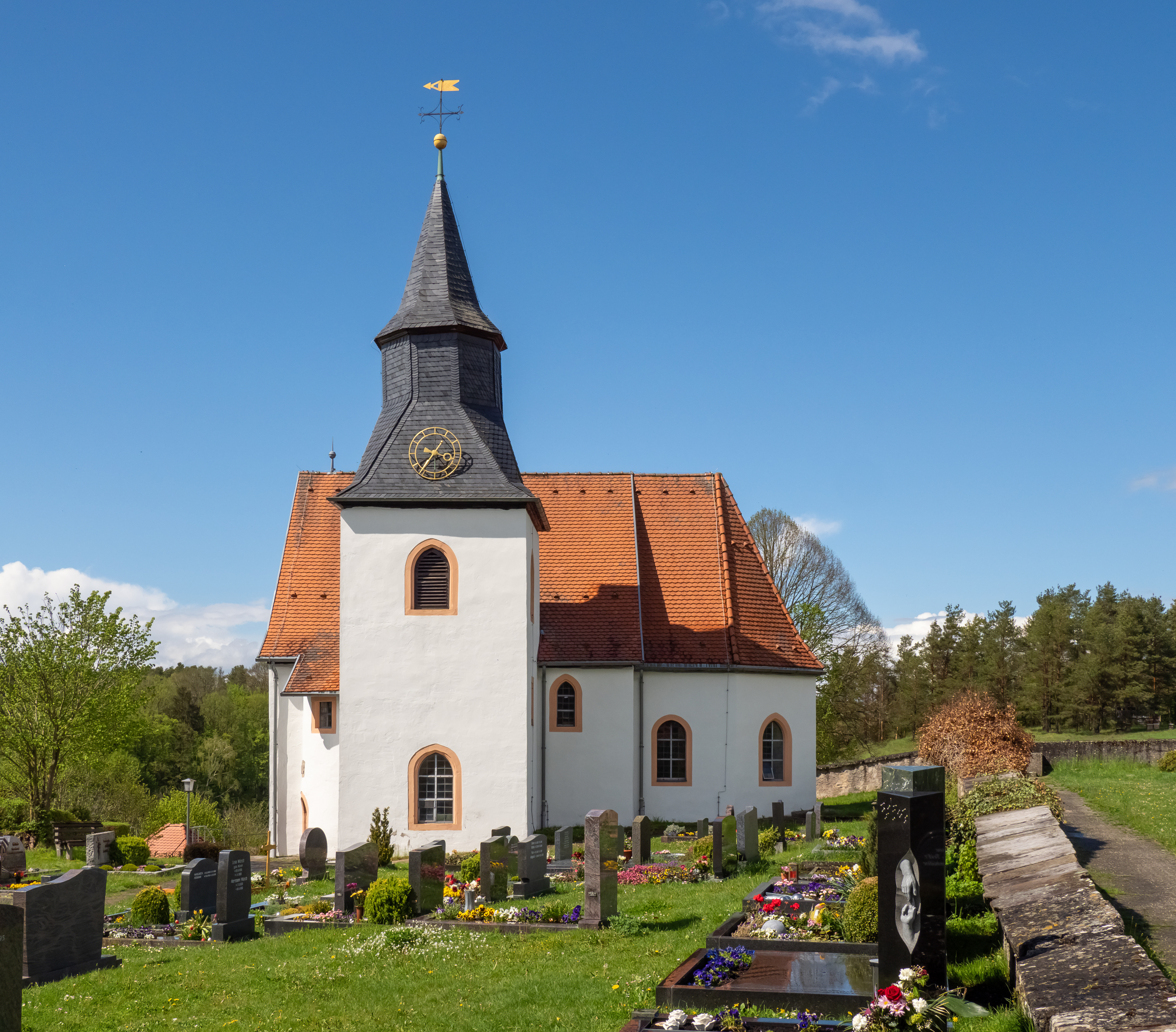
Evangelische Kirche in Krögelstein

Die evangelische, denkmalgeschützte Pfarrkirche Krögelstein steht in Krögelstein, einem Gemeindeteil der Stadt Hollfeld im Landkreis Bayreuth (Oberfranken, Bayern). Das Bauwerk ist unter der Denkmalnummer D-4-72-154-69 als Baudenkmal in der Bayerischen Denkmalliste eingetragen. Die Pfarrei gehört zum Dekanat Thurnau im Kirchenkreis Bayreuth der Evangelisch-Lutherischen Kirche in Bayern.

## Beschreibung

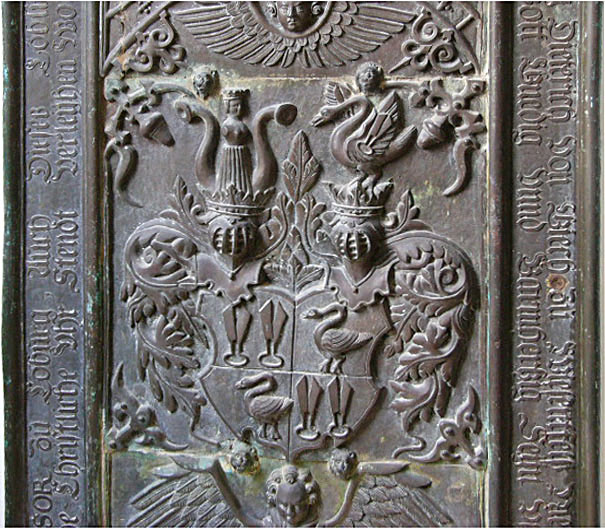
Bronzeepitaph in der Kirche

Die um 1600 gebaute Saalkirche besteht aus einem Langhaus, einem eingezogenen, dreiseitig geschlossenen Chor im Osten und dem Kirchturm an der Südseite des Langhauses. Im obersten Geschoss des Kirchturms steht der Glockenstuhl. Die Turmuhr befindet sich in seinem schiefergedeckten Helm. 
Der Innenraum des Langhauses hat eine Flachdecke, der Chor ein Kreuzgewölbe. Im Langhaus sind an drei Seiten zum Teil doppelstöckige Emporen eingebaut. Das untere Geschoss des Turms ist mit einem Kreuzrippengewölbe überspannt. Der Kanzelaltar wurde 1715 unter Verwendung des älteren Kanzelkorbes gebaut. 
Die Orgel auf der unteren Empore hat zehn Register, zwei Manuale und Pedal. Sie wurde 1986 von Hey Orgelbau errichtet.